# Ян Паларик
Ян Паларик (27 квітня 1822, Ракова — 7 грудня 1870 році, Майцихов) — австро-угорський словацький публіцист, драматург, католицький священник, діяч освіти, слов'янофіл і москвофіл.

## Біографія
Народився в сім'ї тесляра, початкову загальну і музичну освіту здобув вдома від батьків. Загальну освіту продовжив у Пряшеві та Кечкеметі, вивчав богослов'я в Естерґомі, Братиславі та Трнаві. Після навчання служив пастором у Стари-Текові (Starý Tekov), Віндшахті (Штявницьке Банє) і Банській Штявниці. У 1852—1862 роках служив пастором у німецькій громаді Пешта, з 1862 до своєї смерті — в Майцихові (Majcichov). Був одним із творців «Матиці словацької», у 1868 році брав участь в формуванні нової політичної партії — Нової школи Словаччини (Nová škola slovenská). Також присвятив себе організації народної освіти та просвіти.
Статті Паларика в журналах «Cyrill a Method», «Katolicke Noviny» (в цьому журналі він був одним з редакторів) і «Slovenske Noviny», в яких він виступав як патріот і словацький націоналіст, який прагнув до захисту та поширення словацької мови та культури, настроїли проти нього німців і угорців, і до 40 років він не отримував приходу безпосередньо в Словаччині. Зі статей і окремих видань Паларика більш відомі «Ohlas pravdy» (1852), «Dôležitosť dramatickej národnej literatúry» (1860), «O slovanskej vzájomnosti» (1864).
Комедії та драми Паларика оцінювалися як занадто сентиментальні й повчальні, не мали успіху. Найбільш відомі: «Incognito», «Drotár», «Zmierenie alebo Dobrodružstvo pri obžinkoch» і «Dimitrij Samozvanec» (Пешт, 1870). Окрім того, були написані підручники граматики, читання і закону божого для початкових шкіл словацькою мовою.